# District de Yangyang
Le district de Yangyang est un district de la province du Gangwon, en Corée du Sud.